# Celebrity Infinity
El GTS Celebrity Infinity es un crucero de la Clase Millennium operado por Celebrity Cruises, una subsidiaria de Royal Caribbean Group. Se botó en 2001 como el Infinity y pasó a llamarse Celebrity Infinity en el año 2007. Durante la temporada de verano cruzó Alaska, y durante la temporada de invierno este cruzó, América del Sur, incluyendo Chile, Argentina, Panamá,  Uruguay y México en donde arribo en el Puerto Transatlántico Internacional Teniente José Azueta de Acapulco.

## Características
El barco cuenta con un comedor de dos pisos, llamado Comedor Trellis, un teatro de dos pisos llamado Teatro Celebrity. Después de ser reformado en 2007, el buque adquirió muchas características de los barcos de la clase Solstice, como el Cafe al Bacio o el Bistro on Five. El barco fue renombrado Celebrity Infinity.
El crucero también cuenta con un restaurante con accesorios originales del legendario transatlántico SS United States. Actualmente está anclado en la Terminal de Ferry de Liverpool desde el 8 de agosto de 2014.

## Historial de servicio

### Septiembre 2009
|                               | Ciudad              |                           | País           | Ref.        |
| ----------------------------- | ------------------- | ------------------------- | -------------- | ----------- |
|                               | San Diego           | Bandera de Estados Unidos | Estados Unidos | [ 1 ] [ 2 ] |
| Bandera de Acapulco de Juárez | Acapulco            | Bandera de México         | México         | [ 1 ] [ 3 ] |
|                               | Cartagena de Indias | Bandera de Colombia       | Colombia       | [ 1 ] [ 4 ] |
|                               | Fort Lauderdale     | Bandera de Estados Unidos | Estados Unidos | [ 1 ] [ 5 ] |

### Accidentes
El 3 de junio de 2016 en horas de la tarde el Celebrity Infinity chocó contra el muelle de la posición 3 en el puerto de Ketchikan, Alaska, Estados Unidos, generando destrozos en el mismo por valor de US$ 3 millones y sin que hubiera que lamentar víctimas entre pasajeros, tripulantes o personal de puerto.